# Mariusz Karpowicz
Mariusz Karpowicz (ur. 20 stycznia 1934 w Czombrowie, zm. 3 listopada 2015 w Warszawie) – polski historyk sztuki, profesor nauk humanistycznych, nauczyciel akademicki Instytutu Historii Sztuki Wydziału Historycznego Uniwersytetu Warszawskiego.

## Życiorys
Urodził się w rodzinie Janusza Karpowicza (zm. 1988), inżyniera rolnika, ostatniego właściciela Czombrowa, i Marii z Walickich (zm. 1986). Był bratem Tadeusza i Elżbiety. Po wybuchu II wojny światowej Mariusz razem z rodziną przeniósł się do Brwinowa pod Warszawą, gdzie spędzili okupację niemiecką.
Po wojnie, edukację w liceum rozpoczął w Brwinowie, ukończył w Grodzisku Mazowieckim. Następnie w latach 1951–1956 studiował historię sztuki na Uniwersytecie Warszawskim. Pracował w Instytucie Sztuki PAN (1956–1959) i Instytucie Historii Sztuki Uniwersytetu Warszawskiego (1959–2004). Zajmował się sztuką manieryzmu, baroku i rokoka. Należał do Towarzystwa Naukowego Warszawskiego.
Został odznaczony Krzyżem Kawalerskim Orderu Odrodzenia Polski. Otrzymał nagrodę im. Brata Alberta oraz tytuły Honorowego obywatela Węgrowa oraz Valsoldy.
Zmarł 3 listopada 2015 w Warszawie. Pochowany 10 listopada 2015 na Cmentarzu Powązkowskim.

## Życie prywatne
W 1956 ożenił się z Marią z Dziubów. Owdowiał w 1970. Wychował czworo dzieci: Michała, Janusza, Marię i Krzysztofa.

## Publikacje
- Andrzej Schlüter. Rzeźbiarz królów (Muzeum Pałacu Króla Jana III w Wilanowie, Warszawa, cop. 2014; ISBN 978-83-63580-42-1).
- Architekt królewski Isidoro Affaitati (1622–1684) (Wydawnictwo Sióstr Loretanek, Warszawa, 2011; ISBN 978-83-7257-517-3).
- Artyści włosko-szwajcarscy w Polsce I połowy XVII wieku (Wydawnictwo Sióstr Loretanek, Warszawa, 2013; ISBN 978-83-7257-589-0).
- Baltazar Fontana („Semper”, Warszawa, 1994; ISBN 83-85810-27-7).
- Barok w Polsce („Arkady”, Warszawa, 1991; ISBN 83-213-3197-1 wyd. 2).
- Co nam mają do powiedzenia fasady Wilanowa (Muzeum Pałac w Wilanowie, Warszawa, 2011; ISBN 978-83-60959-42-8).
- Jerzy Eleuter Siemiginowski malarz polskiego baroku Ossolineum, Warszawa, 1974).
- Królewski Zamek Wazów w Warszawie: wartości artystyczne (Zamek Królewski, Warszawa, 1987; ISBN 83-00-02225-2).
- Matteo Castello – architekt wczesnego baroku („Neriton”, Warszawa, 1994; ISBN 83-902407-0-X).
- Ołtarz główny katedry w Lublinie (Wydawnictwo Sióstr Loretanek, Warszawa, 2013; ISBN 978-83-7257-626-2).
- Piękne nieznajome: warszawskie zabytki XVII i XVIII wieku (Państwowy Instytut Wydawniczy, Warszawa, 1986; ISBN 83-06-01196-1).
- Polsko-włoskie związki artystyczne (Muzeum Pałac w Wilanowie, Warszawa, cop. 2012; ISBN 978-83-60959-35-0).
- Sekretne treści warszawskich zabytków (Państwowy Instytut Wydawniczy, Warszawa, 1981).
- Sztuka oświeconego sarmatyzmu: antykizacja i klasycyzacja w środowisku warszawskim czasów Jana III (Państwowe Wydawnictwo Naukowe, Warszawa, 1970).
- Sztuka polska XVII wieku (Wydawnictwa Artystyczne i Filmowe, Warszawa, 1975).
- Sztuka polska XVIII wieku (Wydawnictwa Artystyczne i Filmowe, Warszawa, 1985; ISBN 83-221-0184-8).
- Sztuka Warszawy drugiej połowy XVII w. (Państwowy Wydaw. Naukowe, Warszawa, 1975).
- Sztuki polskiej drogi dziwne (Excalibur, Bydgoszcz, 1994; ISBN 83-900152-8-5).
- Tomasz Poncino (ok. 1590–1659) – architekt pałacu kieleckiego (Muzeum Narodowe, Kielce, 2002; ISBN 83-909744-7-9).
- Wileńska odmiana architektury XVIII wieku (Muzeum Pałac w Wilanowie, Warszawa, cop. 2012; ISBN 978-83-63580-10-0).